# Distrito electoral de Elwood 7-22
Elwood 7-22 (en inglés: Elwood 7-22 Precinct) es un distrito electoral ubicado en el condado de Gosper en el estado estadounidense de Nebraska. En el Censo de 2010 tenía una población de 812 habitantes y una densidad poblacional de 8,88 personas por km².

## Geografía
Elwood 7-22 se encuentra ubicado en las coordenadas 40°33′8″N 99°48′37″O / 40.55222, -99.81028. Según la Oficina del Censo de los Estados Unidos, Elwood 7-22 tiene una superficie total de 91.39 km², de la cual 91.03 km² corresponden a tierra firme y (0.39%) 0.36 km² es agua.

## Demografía
Según el censo de 2010, había 812 personas residiendo en Elwood 7-22. La densidad de población era de 8,88 hab./km². De los 812 habitantes, Elwood 7-22 estaba compuesto por el 95.69% blancos, el 0.62% eran afroamericanos, el 0.12% eran amerindios, el 1.97% eran de otras razas y el 1.6% pertenecían a dos o más razas. Del total de la población el 3.57% eran hispanos o latinos de cualquier raza.